# Эрлик, Майлз
Майлз Эрлик (англ. Myles Erlick; род. 27 июля 1998, Берлингтон, Онтарио) — канадский актёр, танцор и певец. 

## Биография
Эрлик родился 27 июля 1998 года в Берлингтон, Онтарио. Его воспитывала мать Франческа Никассио, менеджер по талантам, владеющая канадской школой талантов Stars Academy, которую посещал Эрлик.  Его отчим — Райан Маршалл, бывший участник канадской группы Walk off the Earth. Эрлик тренировался в Канадской национальной балетной школе, а также посещал Средняя школа доктора Фрэнка Дж. Хейдена.

### Личная жизнь
С 2015 по 2022 год Эрлик был в отношениях с другим танцором и коллегой по фильму Брайар Нолет. Он начал встречаться с Эмили Фишер в 2022 году.

## Фильмография
| Год       |   | Русское название     | Оригинальное название | Роль       |
| --------- | - | -------------------- | --------------------- | ---------- |
| 2011      | с | Горячая точка        | Flashpoint            | Мальчик    |
| 2013—2020 | с | Следующий шаг        | The Next Step         | Ной        |
| 2021      | ф | Ключ к любви         | The Clue to Love      | Джок       |
| 2021      | ф | Вестсайдская история | West Side Story       | Снежок     |
| 2022      | ф | Снежный день         | Snow Day              | Чак Уиллер |